# Style pompéien
Le style pompéien a été découvert aux XVIIIe et XIXe siècles, lors des fouilles de Pompéi et des sites apparentés d'Herculanum, de Stabies et d'Oplontis mettant au jour un grand nombre de fresques, d'une période qui couvre du IIIe siècle av. J.-C. à l'année 79. L'archéologue allemand August Mau (1840-1909) répartit, en 1882, les peintures pompéiennes selon des catégories formelles et chronologiques, au nombre de quatre, qu'il nomme « style ».
Outre les centaines de fresques découvertes, Mau pouvait s'appuyer sur le traité De architectura de Vitruve (livre VII), qui donne une description précise de l'évolution de la peinture romaine, de ses origines jusqu'au début du règne d'Auguste, à qui il dédia son ouvrage, soit les premier et deuxième styles identifiés par Mau.
Le système normatif de Mau fut discuté et affiné par ses successeurs, dont Amedeo Maiuri, surintendant du site de Pompéi de 1924 à 1961. Les coupures chronologiques d'un style à l'autre demeurent des sujets de discordes : passe-t-on du deuxième au troisième style aux environs de l'ère chrétienne ou de la mort d'Auguste en 14 ? Le quatrième style commence-t-il à la fin du règne de Tibère vers 37, sous Claude (41-54) ou après le tremblement de terre de 62 qui secoua Pompéi ?
La classification selon ces quatre styles constitue encore de nos jours une référence commode que l'on a étendue au-delà du périmètre de Pompéi, pour qualifier les fresques trouvées à Rome, notamment dans la maison d'Auguste et la Domus aurea de Néron, et dans le reste de l'Empire romain.

## Premier style, ou «style à incrustation»
Le premier style, qui apparaît au IIe siècle av. J.-C., est aussi appelé « style à incrustation ». Dépourvu d'éléments figuratifs il a pour origine le monde hellénistique oriental et ses décorations en grandes dalles de marbre dont il reproduit les éléments.
Le décor, en relief, est réalisé en stuc polychrome imitant les marbres de couleurs. La paroi, divisée en trois parties horizontales et verticales, respecte une tripartition stricte. La partie inférieure présente un socle reposant sur une plinthe jaune, imitant le bois, séparé de la partie médiane par un bandeau. Cette dernière est composée de grands panneaux en relief appelés orthostates, séparés par des panneaux plus étroits : les lésènes. Au-dessus des orthostates et des lésènes, une assise de carreaux et boutisses (alternance de blocs larges et de blocs étroits). La partie supérieure, quant à elle, représente une corniche en stuc à très forte projection, de style ionique (atrium de la maison samnite) ou imitant un temple tétrastyle (fauces (en) de la maison du Faune).
Ce premier style, qui avait déjà trois siècles lors de l'éruption du Vésuve en 79, n'est connu que par un petit nombre de maisons campaniennes. Il est aussi connu par les écrits de Vitruve qui décrit ainsi cette première décoration : « Aussi les anciens, qui firent les premières peintures sur les enduits, imitèrent les différentes bigarrures du marbre, et firent ensuite des compartiments variés, traçant des figures rondes et triangulaires en jaune et en rouge.  

Vitruve, De architectura, livre VII, V, 1 (lire en ligne) »Exemples : atrium de la maison de Salluste (en), premier péristyle de maison du Faune, maison du Centaure.

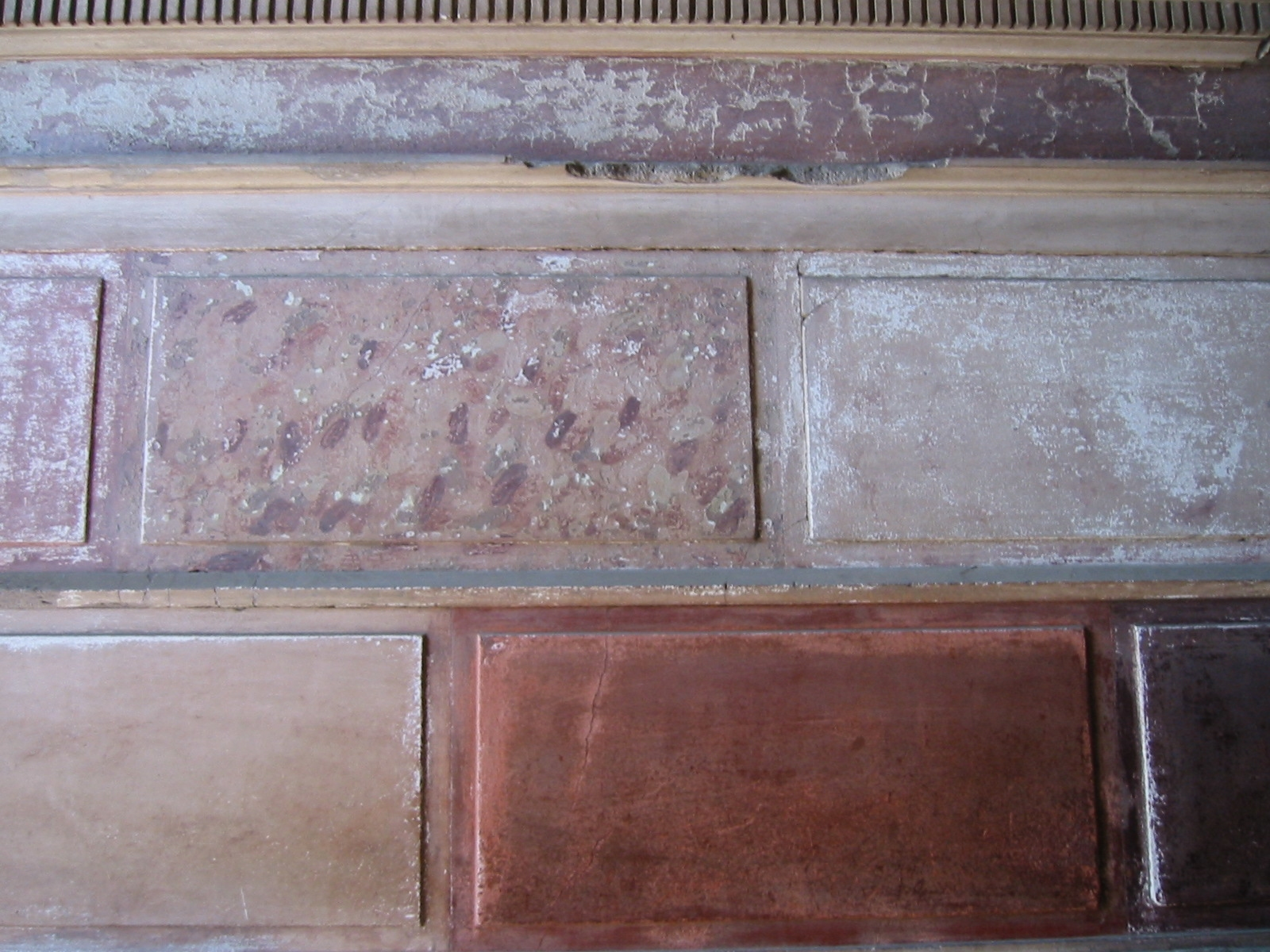
Entrée de la maison samnite, mur latéral imitant des dalles de marbre, Herculanum.
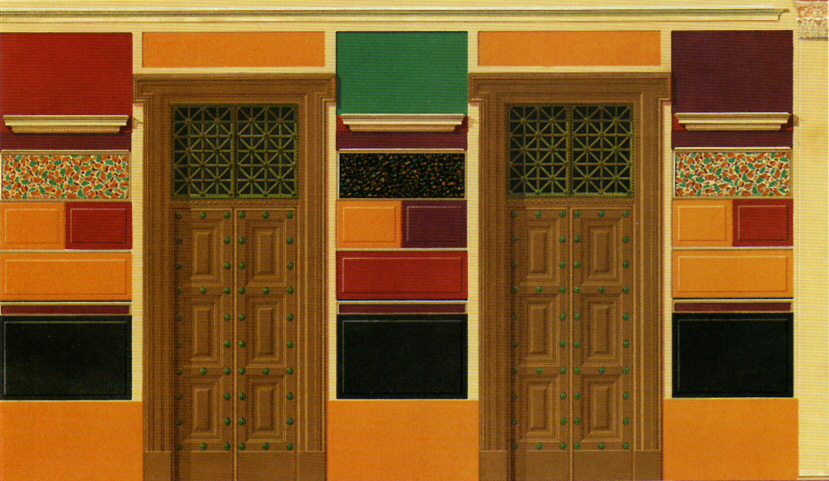
Mur de l'atrium dans la maison de Salluste (en), Pompéi. Vue d'artiste attribuée à August Mau (1882).
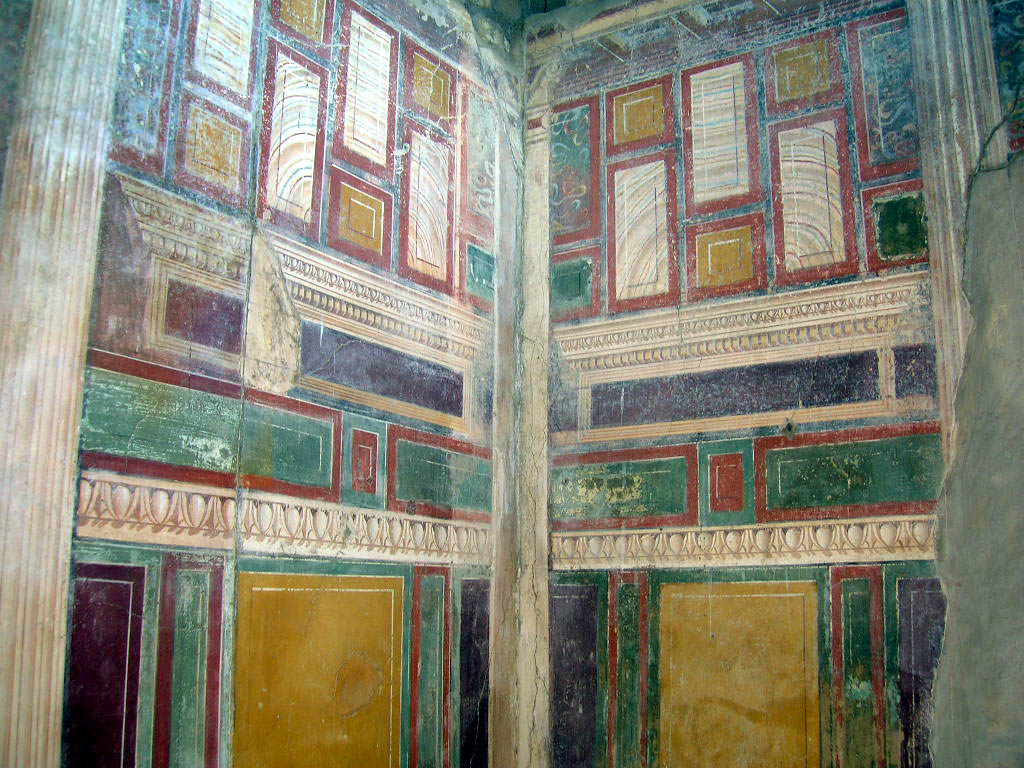
Pièce de la villa d'Ariane à Stabies.
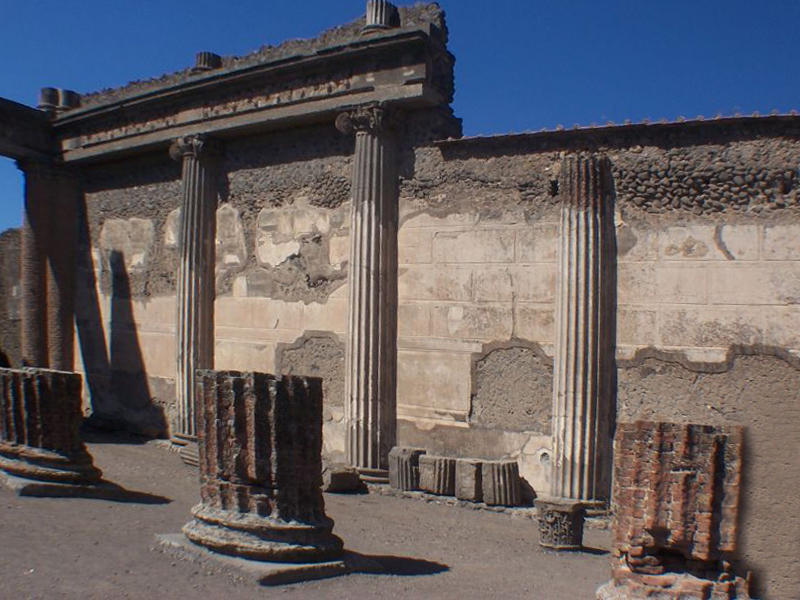
Mur intérieur de la basilique de Pompéi.

## Deuxième style, aux phases architectonique et ornementale
Le deuxième style se développe après la guerre sociale (vers -88) jusqu'au début du règne d'Auguste, vers -20. Il présente une rupture importante avec le premier style puisqu'il n'y a plus de relief en stuc. Désormais, les parois sont peintes. Hendrik Gerard Beyen, spécialiste du second style pompéien, le divise en deux phases, : une première phase dite architectonique et une deuxième phase dite ornementale.

### Première phase, dite architectonique
La phase dite « architectonique » a pu être datée grâce au mur de construction de la maison des Griffons, à Rome. En effet, l'opus reticulatum du mur de la demeure est typique du Ier siècle av. J.-C., et plus particulièrement des années -80. Cette maison est un parfait exemple de cette première phase. Ainsi la pièce 3 présente, dans sa partie inférieure, une plinthe surmontée d'une assise à carreaux et boutisses au-dessus de laquelle de grands orthostates verticaux de couleur rouge sont séparés par de fines lésènes de couleur verte. La partie supérieure présente une triple assise de blocs isodomes disposés en quinconce. Si la division en trois parties — frise, panneau médian et plinthe — est toujours respectée, le relief est suggéré en trompe-l'œil. Lors de cette première phase, qui dure une cinquantaine d'années, l'utilisation du dessin et de la couleur sont au service d'une composition architecturale illusionniste et symétrique.
Vitruve donne une description détaillée de ce style : « Après cela ils en vinrent à représenter des édifices avec des colonnes et des frontons, qui se détachaient parfaitement sur le fond. Dans les lieux spacieux, dans les salles de conférences, par exemple, où les murs présentent de grandes surfaces, ils peignaient des scènes tragiques, comiques ou satiriques. Les galeries, à cause de leur longueur, furent ornées de paysages qu'ils animaient par des points de vue tirés de certaines localités; c'étaient des ports, des promontoires, des rivages, des fleurs, des fontaines, des ruisseaux, des temples, des bois, des montagnes, des troupeaux, des bergers; dans quelques endroits ils peignaient de grands sujets où figuraient les dieux; ou bien c'étaient des épisodes empruntés à la mythologie, ou les guerres de Troie, ou les voyages d'Ulysse; partout des paysages nulle part rien qui ne fût en harmonie avec les productions de la nature.  
Vitruve, De architectura, livre VII, V, 2 (lire en ligne) »

### Seconde phase, dite ornementale
La seconde phase, dite « ornementale », présente une architecture beaucoup plus fastueuse. Selon Gilles Sauron,, cette nouvelle décoration est fortement influencée par l'architecture palatiale et théâtrale. Le passage d'un décor architectonique à un décor scénographique va également de pair avec une ouverture de la paroi : arrière-plans composés de villes, de ciel, de tholos… La paroi montre souvent un haut podium au premier plan sur lequel sont érigées deux ou quatre colonnes qui la divisent. Sur ces colonnes reposent des architraves, des arcs et des plafonds à caissons. Les effets d'espace sont suggérés par des ouvertures du décor, dans la partie centrale et les parties supérieures de la fresque, qui donnent sur un paysage extérieur ou d'autres éléments architecturaux comme vus depuis une fenêtre.
Progressivement, le faste des scénographies théâtrales est remplacé par des peintures mythologiques et des mégalographies. Celles-ci sont présentes notamment à la villa des Mystères où la répartition en trois niveaux horizontaux est maintenue, mais les éléments architecturaux sont réduits au minimum. Les colonnes, de plus en plus grêles, annoncent le style candélabre, et la sobriété et l'austérité croissantes des décors, le corpus décoratif de la première phase du troisième style. Ainsi des décors comme ceux du triclinium C de la villa sous la Farnesine à Rome témoignent de ces prémices. La transition se fera sous le règne d'Auguste entre -40 et -30.
Vitruve qualifia de dépérissement de l'art cette évolution, qu'il jugeait fantaisiste et irrationnelle : « Mais cette belle nature, dans laquelle les anciens allaient prendre leurs modèles, nos goûts dépravés la repoussent aujourd'hui. On ne voit plus sur les murs que des monstres, au lieu de ces représentations vraies, naturelles ; en place de colonnes, on met des roseaux ; les frontons sont remplacés par des espèces de harpons et des coquilles striées, avec des feuilles frisées et de légères volutes. On fait des candélabres soutenant de petits édifices, du haut desquels s'élèvent, comme y ayant pris racine, quantité de jeunes tiges ornées de volutes, et portant sans raison de petites figures assises; on voit encore des tiges terminées par des fleurs d'où sortent des demi-figures, les unes avec des visages d'hommes, les autres avec des têtes d'animaux. 
Or, ce sont là des choses qui ne sont pas, qui ne peuvent être, qui n'ont jamais été. Cependant ces nouvelles fantaisies ont tellement prévalu que, faute d'un homme qui soit en état de les apprécier, les arts dépérissent journellement. Quelle apparence, en effet, que des roseaux soutiennent un toit, qu'un candélabre porte des édifices, que les ornements de leur faîte, c'est-à-dire des tiges si faibles et si flexibles, portent des figures assises, ou que des racines et des tiges produisent des fleurs et des demi-figures? À la vue de ces faussetés, il ne s'élève pas un mot de blâme; on s'en amuse, au contraire, sans prendre garde si ce sont des choses qui soient possibles ou non. Les esprits obscurcis par la faiblesse de leur jugement, ne sont point en état d'apprécier le mérite, la beauté d'un ouvrage. Une peinture n'est pas digne d'approbation, si elle ne représente point la vérité. Il ne suffit pas qu'un sujet soit peint avec tout le prestige de l'art, pour qu'on doive immédiatement le juger avec avantage; encore faut-il que le dessin n'offre dans aucune de ses parties rien qui blesse la raison.
Vitruve, De architectura, livre VII, V, 3 & 4 (lire en ligne) ».

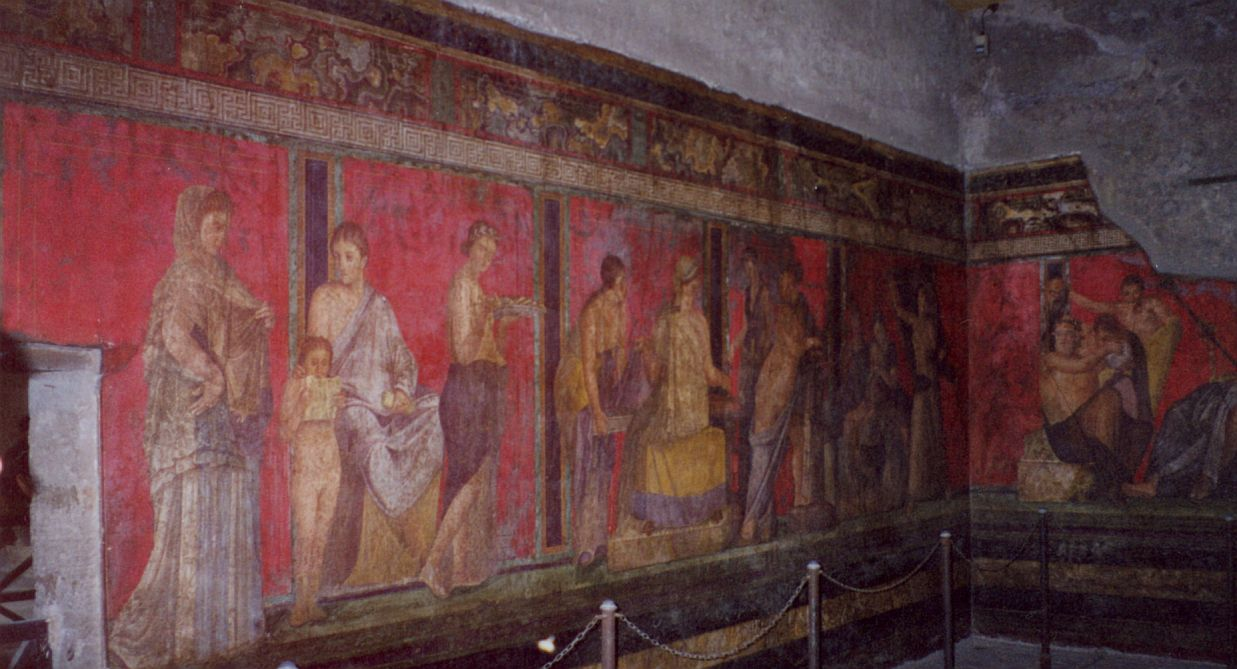
Villa des Mystères à Pompéi.
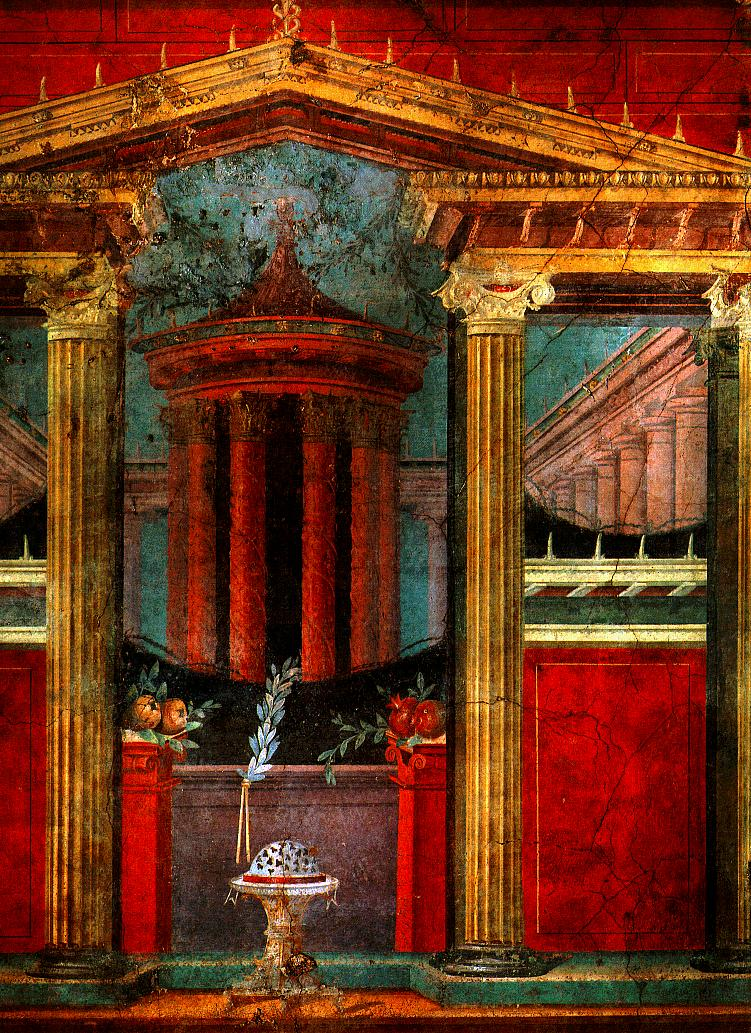
Villa Boscoreale (en).
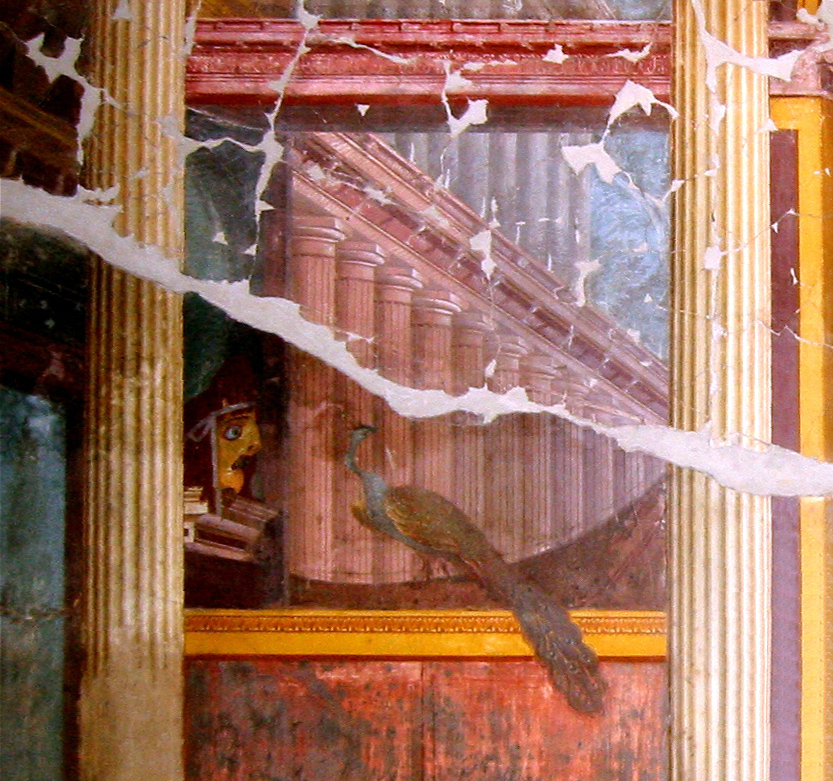
Villa de Poppée à Oplontis.
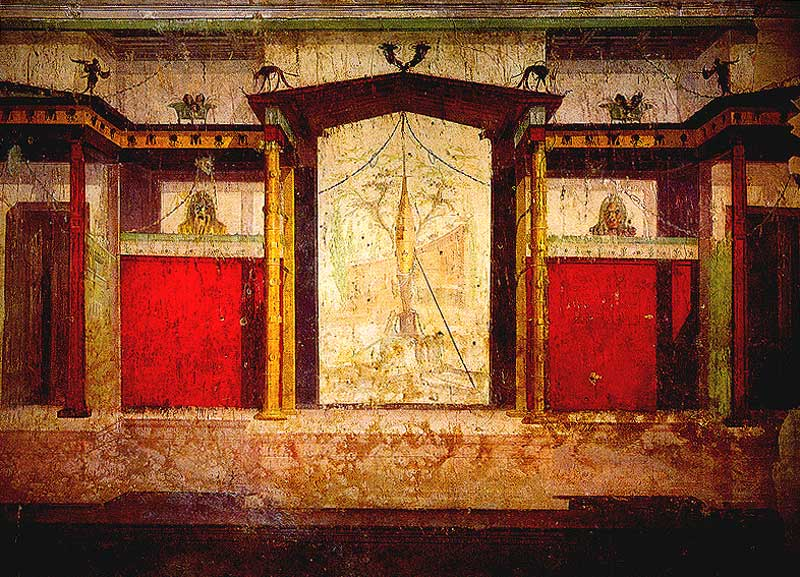
Maison d'Auguste sur le Palatin à Rome.
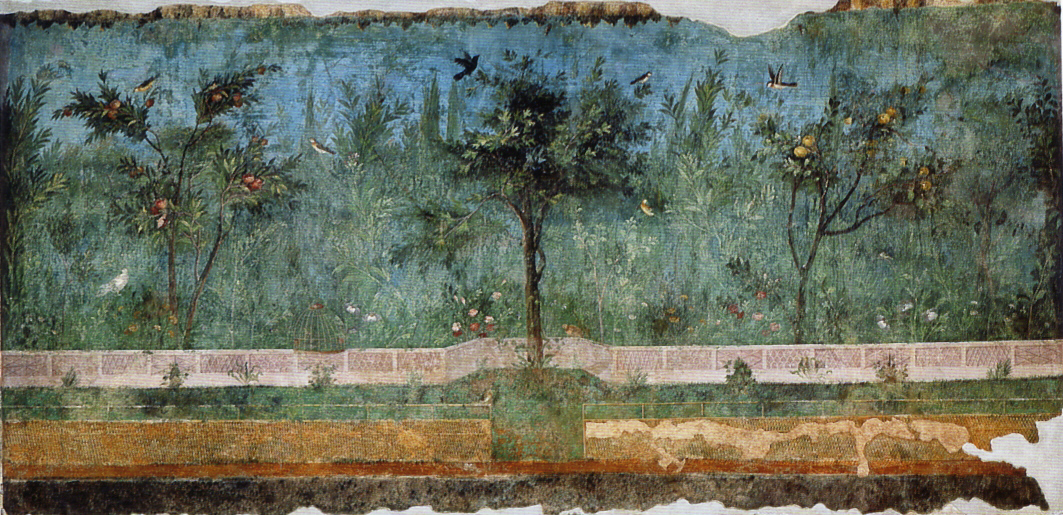
Peinture de jardin de la Villa Livia, palais Massimo alle Terme à Rome.

## Troisième style, dit «style ornemental»
Le troisième style, ou « style ornemental », d'influence égyptisante, apparait vers -20 et disparaît sous Claude (empereur de 41 à 54). C'est un style de réaction contre l'illusionnisme du deuxième style et ses solutions baroques du trompe-l'œil. Les parois se ferment et les décors sont plus simples. Des candélabres ou des colonnes devenues de simples bandes verticales divisent la paroi. On trouve par exemple dans le tablinum de la Villa de Marcus Lucretius Fronto (en) à Pompéi un édicule encadrant un grand tableau avec, de part et d'autre, de petits tableaux pendus à des candélabres. Les éléments architecturaux sont très fins et purement décoratifs. Dans la partie supérieure, quelques architectures en trompe-l'œil, des décors de miniature aux couleurs vives sont réalisés sur des fonds noir ou blanc, sans liaison avec le reste du décor. L'innovation la plus significative est l'introduction du grand tableau, peint à même la paroi et non plus enfermé dans une petite armoire en bois suspendue. Il occupe la partie centrale du décor, placé à l'intérieur d'un édicule flanqué de panneaux, qui portent aussi des tableautins mineurs, des vues champêtres ou figuratives. Les thèmes sont tirés de la mythologie, de la religion ou idylliques. Une technique impressionniste apparait dans la peinture.

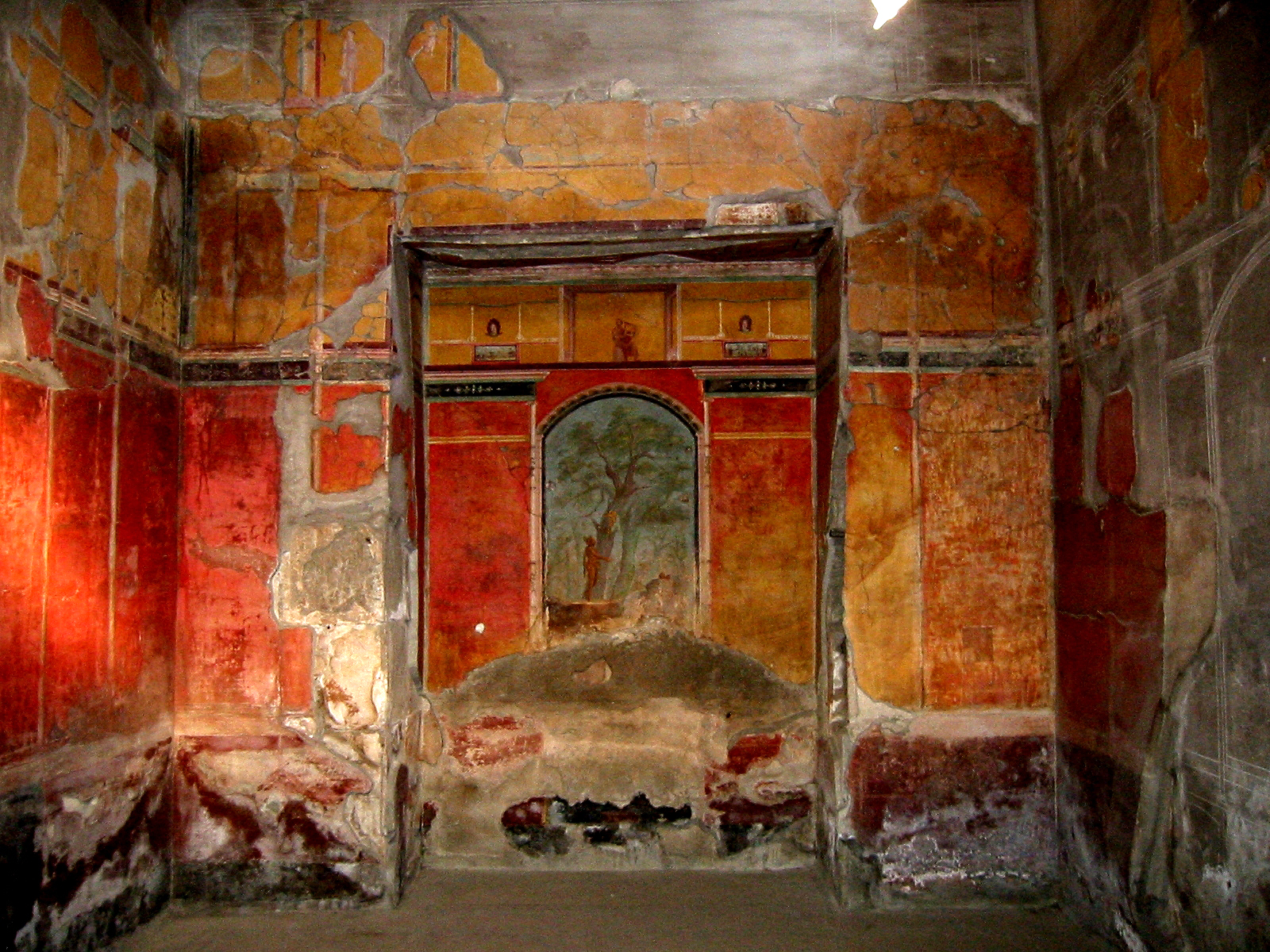
Oplontis, Villa Poppaea, caldarium.
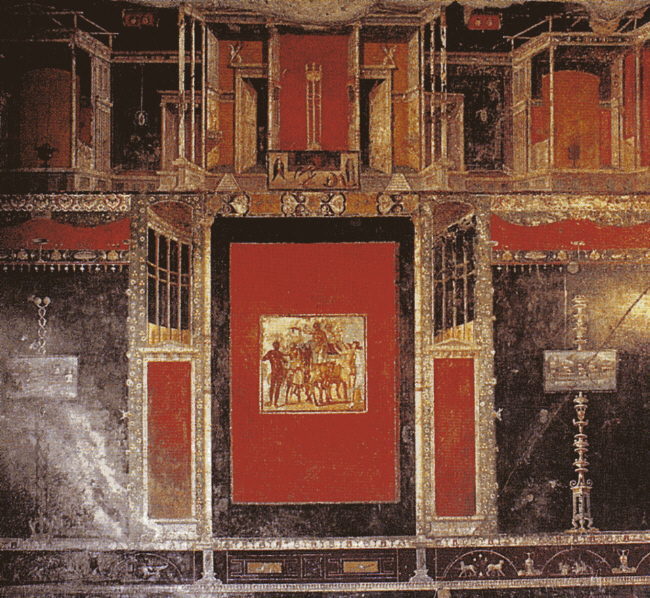
Tablinum de la villa de Marcus Lucretius Fronto.
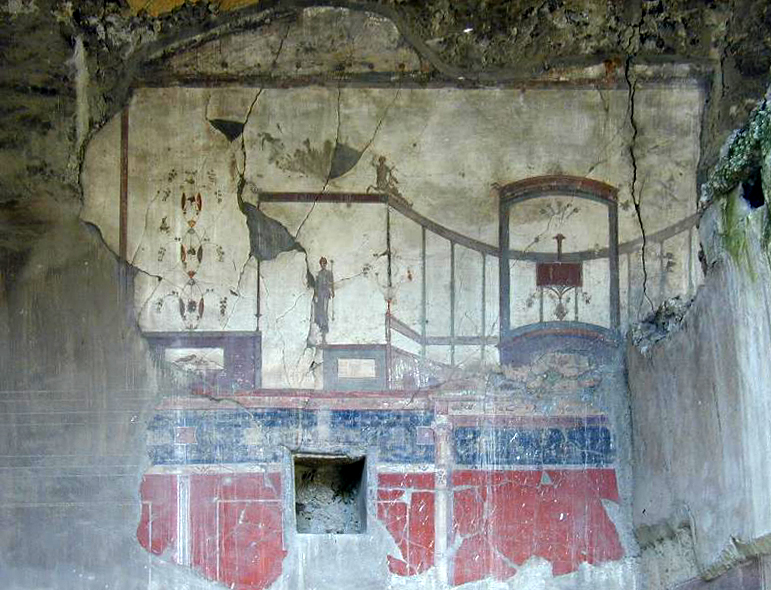
Herculanum, Caupona.
Villa de Boscotrecase, tableau mythologique.

## Quatrième style, dit «style fantastique»
Le quatrième style ou « style fantastique », va du règne de Claude à la disparition de Pompéi c'est-à-dire de 50 à 79. Ce style fait un retour aux perspectives architecturales et à l'illusionnisme. Il s'agit d'une synthèse des deux styles précédents. On revient aux effets d'ouverture et de profondeur. Le goût ornemental subsiste avec des décors exubérants, des dorures, des ciselures, des médaillons, des candélabres et des reliefs en stuc. On délaisse le système tripartite imposant frise et plinthe, les architectures irréelles de la frise s'intègrent mieux dans la composition d'ensemble.
Les couleurs sont plus nettes et des oppositions chromatiques apparaissent. L'architecture est peinte en trompe-l'œil sur un podium et la zone centrale de la fresque est divisée en trois par des portiques à étages. Les thèmes sont mythologiques, naturalistes, montrent des scènes de la vie quotidienne, des natures mortes ou des portraits. Ces scènes sont peintes avec une technique impressionniste. Des tapis en trompe-l'œil apparaissent aux murs avec au centre de petites figurines.

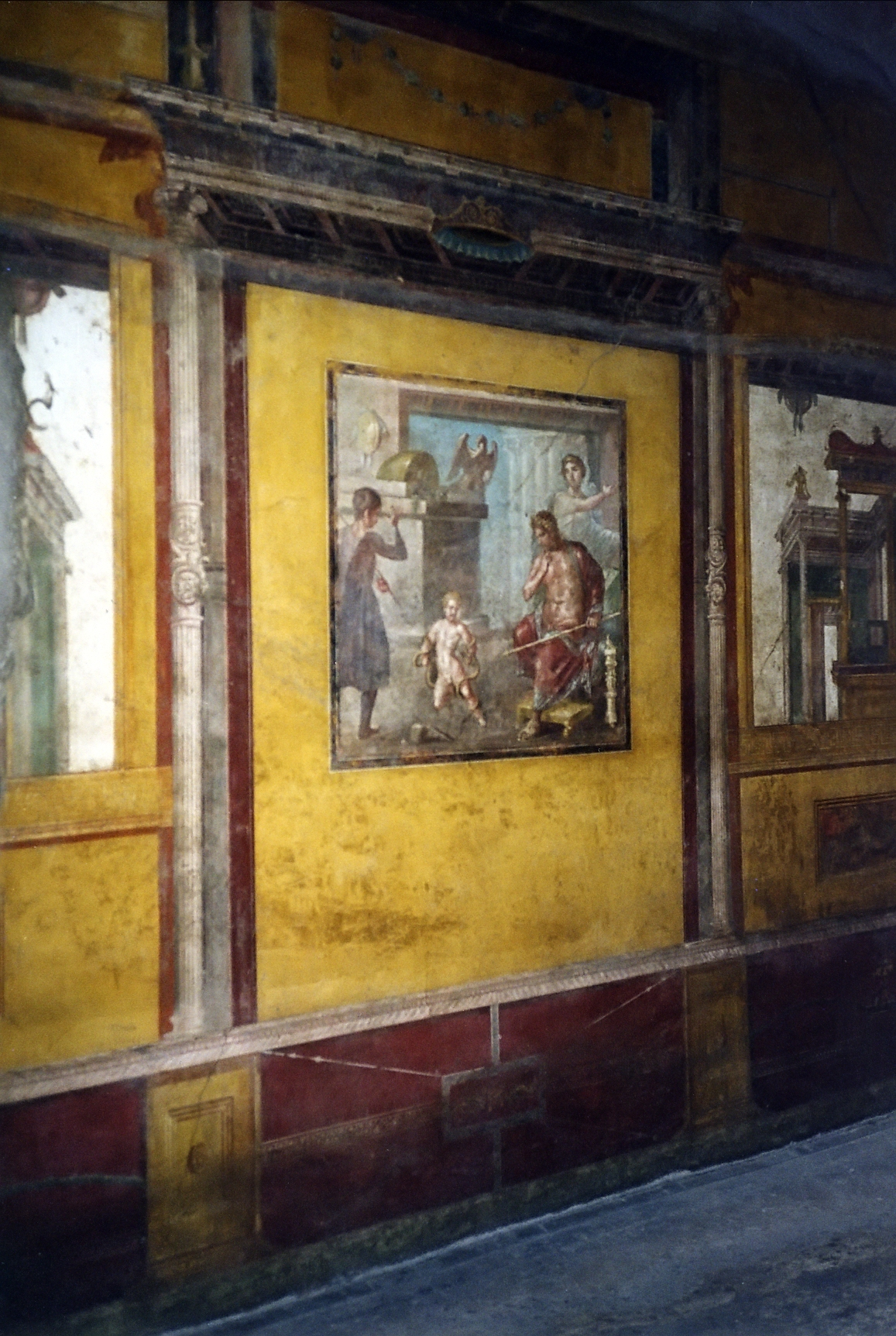
Pompéi, maison des Vettii, œcus triclinium.
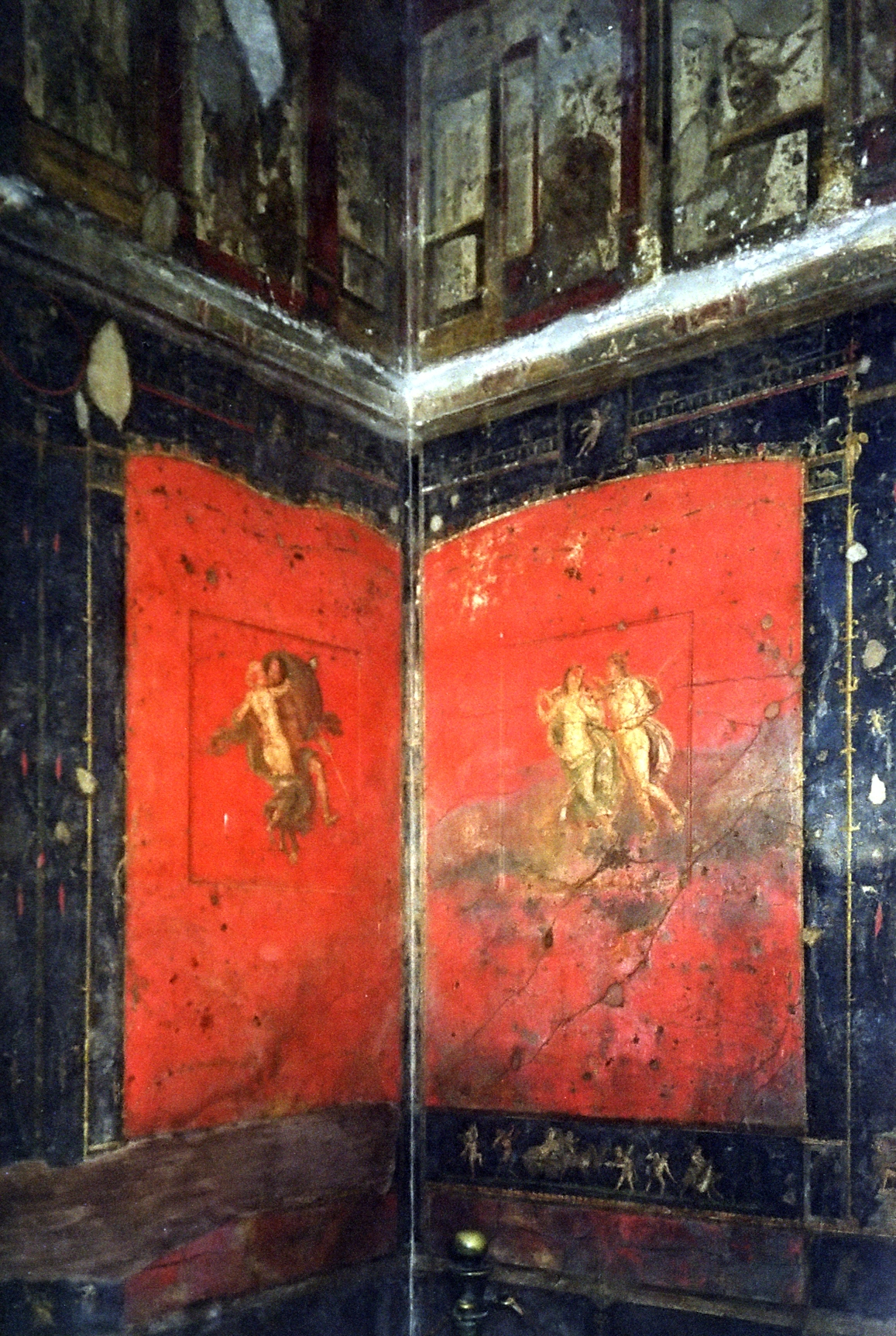
Pompéi, maison des Vettii, œcus.
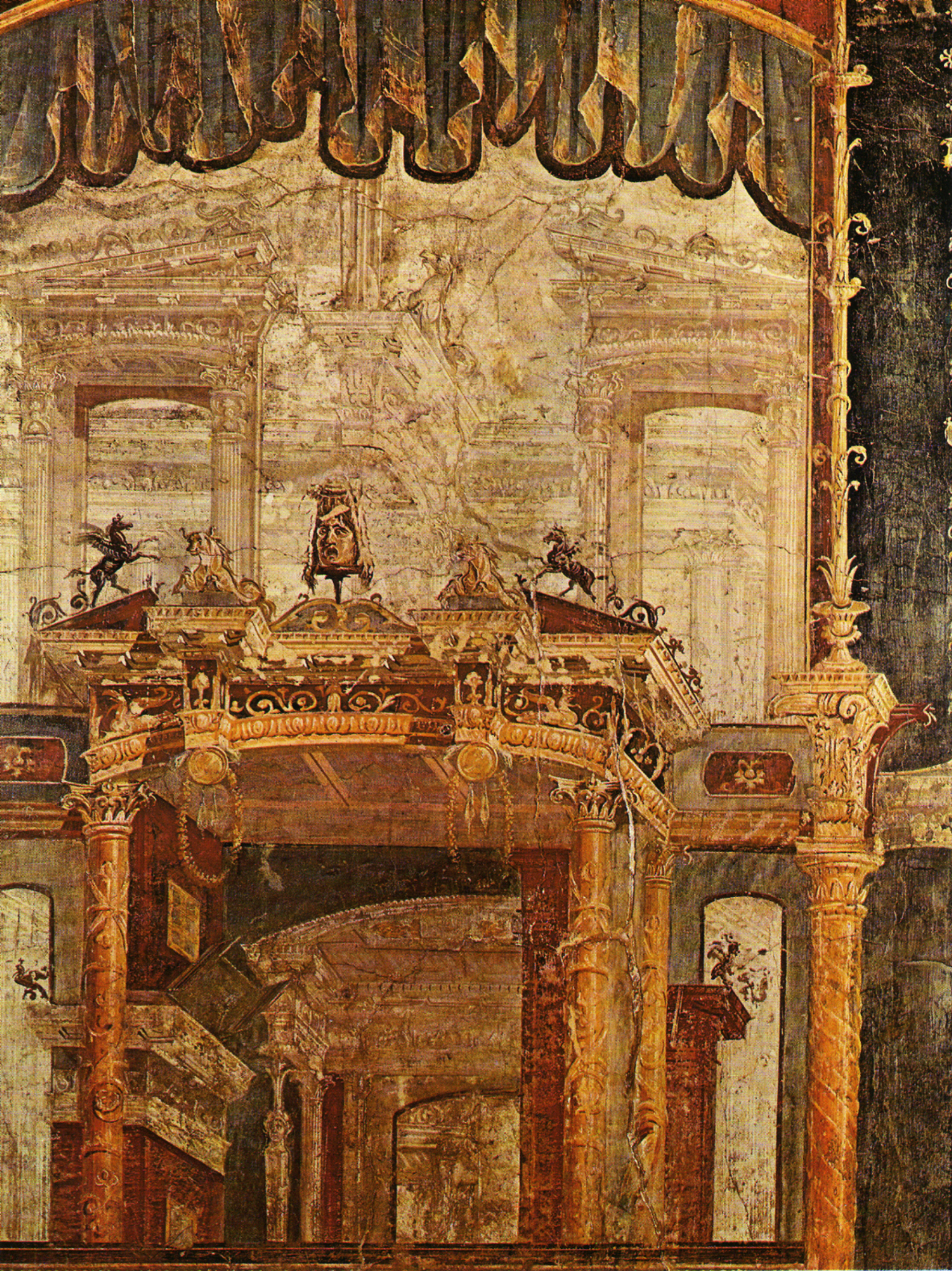
Herculanum, basilique.
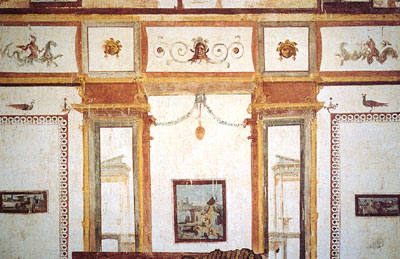
Paroi dans la Domus aurea à Rome.
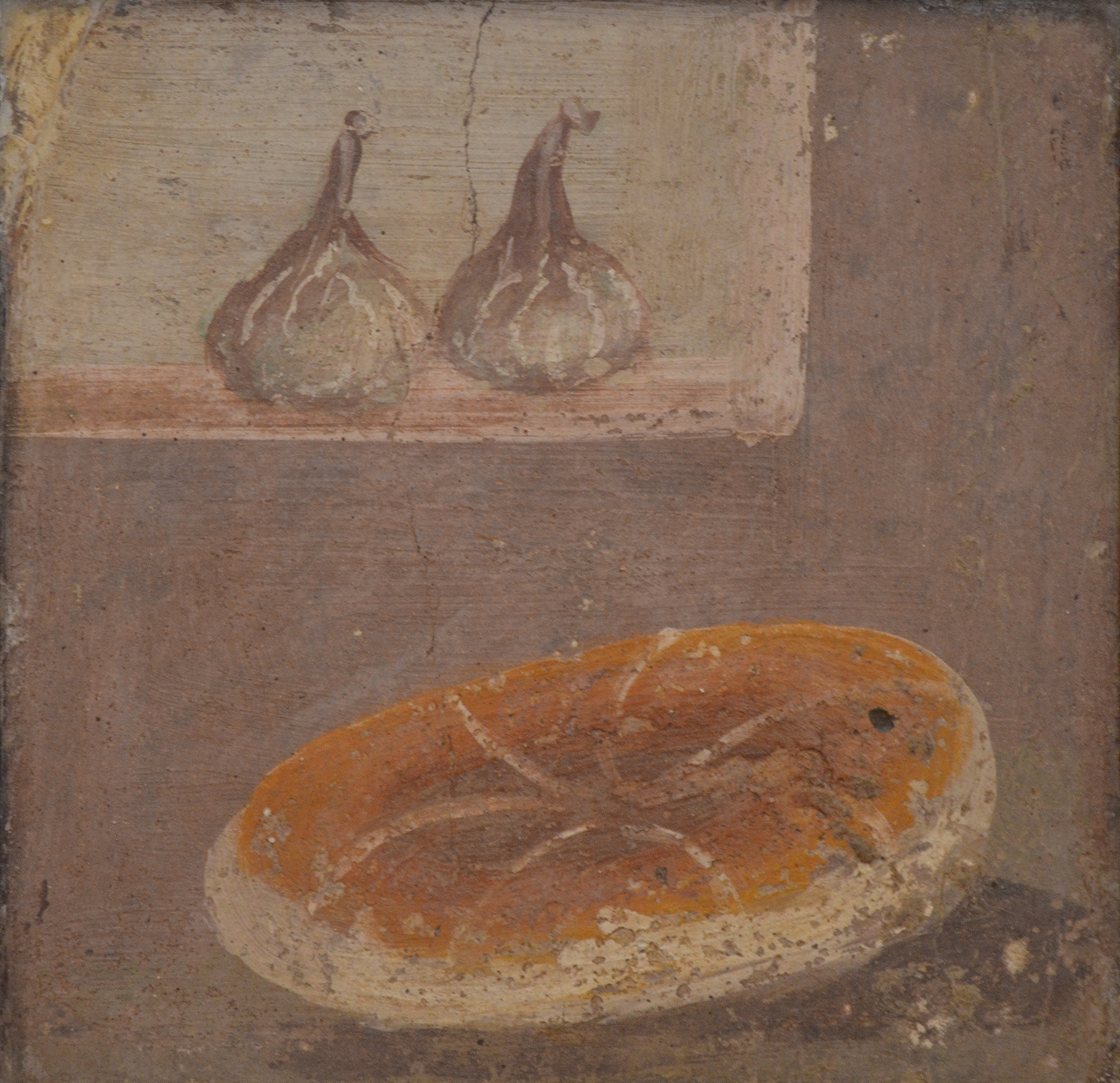
Pain et figues, Herculanum, conservé au musée archéologique national de Naples.